# Campeonato de Primera División 1918 (Argentina)
El Campeonato de Primera División 1918, llamado Copa Campeonato 1918, fue organizado por la Asociación Argentina de Football. Se jugó en una ronda de todos contra todos, entre el 7 de abril y el 17 de noviembre.
El campeón fue el Racing Club, que se consagró tras vencer 4–1 a Platense como visitante en la décimo sexta fecha. De esta manera, alcanzó su sexto título consecutivo de manera invicta, continuando con la histórica serie del heptacampeonato, y logró clasificar a la Copa Ibarguren 1918 contra Newell's Old Boys, campeón de la Copa Nicasio Vila 1918.

## Ascensos y descensos
| Pos | Equipo ascendido       |
| --- | ---------------------- |
| 1.º | Defensores de Belgrano |

| Pos  | Equipos descendidos en la temporada 1917 |
| ---- | ---------------------------------------- |
| 20.º | Gimnasia y Esgrima (BA)                  |
| 21.º | Banfield                                 |

De esta manera, el número de participantes se redujo a 20.

## Equipos
| Equipo                 | Ciudad       |
| ---------------------- | ------------ |
| Argentino de Quilmes   | Quilmes      |
| Atlanta                | Buenos Aires |
| Boca Juniors           | Buenos Aires |
| Columbian              | Buenos Aires |
| Defensores de Belgrano | Buenos Aires |
| Estudiantes            | Buenos Aires |
| Estudiantes            | La Plata     |
| Estudiantil Porteño    | Buenos Aires |
| Ferro Carril Oeste     | Buenos Aires |
| Gimnasia y Esgrima     | La Plata     |
| Huracán                | Buenos Aires |
| Independiente          | Avellaneda   |
| Platense               | Buenos Aires |
| Porteño                | Buenos Aires |
| Racing Club            | Avellaneda   |
| River Plate            | Buenos Aires |
| San Isidro             | San Isidro   |
| San Lorenzo            | Buenos Aires |
| Sportivo Barracas      | Buenos Aires |
| Tigre                  | Victoria     |

## Tabla de posiciones final
| Pos  | Equipo                  | Pts | PJ | G  | E | P  | GF | GC | DIF |
| ---- | ----------------------- | --- | -- | -- | - | -- | -- | -- | --- |
| 1.º  | Racing Club             | 36  | 19 | 17 | 2 | 0  | 49 | 9  | 40  |
| 2.º  | River Plate             | 25  | 19 | 9  | 7 | 3  | 30 | 17 | 13  |
| 3.º  | Boca Juniors            | 24  | 19 | 9  | 6 | 4  | 39 | 21 | 18  |
| 4.º  | San Isidro              | 24  | 19 | 10 | 4 | 5  | 35 | 23 | 12  |
| 5.º  | Sportivo Barracas       | 21  | 19 | 9  | 3 | 7  | 22 | 21 | 1   |
| 6.º  | Gimnasia y Esgrima (LP) | 20  | 19 | 7  | 6 | 6  | 21 | 22 | -1  |
| 7.º  | Estudiantes (LP)        | 20  | 19 | 7  | 6 | 6  | 19 | 25 | -6  |
| 8.º  | Huracán                 | 19  | 19 | 5  | 9 | 5  | 25 | 19 | 6   |
| 9.º  | Independiente           | 18  | 19 | 8  | 2 | 9  | 30 | 28 | 2   |
| 10.º | Estudiantil Porteño     | 18  | 19 | 6  | 6 | 7  | 23 | 22 | 1   |
| 11.º | Porteño                 | 18  | 19 | 7  | 4 | 8  | 21 | 29 | -8  |
| 12.º | Platense                | 18  | 19 | 7  | 4 | 8  | 14 | 22 | -8  |
| 13.º | San Lorenzo             | 17  | 19 | 6  | 5 | 8  | 20 | 23 | -3  |
| 14.º | Tigre                   | 17  | 19 | 7  | 3 | 9  | 27 | 32 | -5  |
| 15.º | Estudiantes (BA)        | 17  | 19 | 5  | 7 | 7  | 26 | 31 | -5  |
| 16.º | Defensores de Belgrano  | 17  | 19 | 6  | 5 | 8  | 24 | 32 | -8  |
| 17.º | Atlanta                 | 16  | 19 | 5  | 6 | 8  | 25 | 34 | -9  |
| 18.º | Columbian               | 15  | 19 | 5  | 5 | 9  | 20 | 27 | -7  |
| 19.º | Ferro Carril Oeste      | 13  | 19 | 2  | 9 | 8  | 9  | 23 | -14 |
| 20.º | Argentino de Quilmes    | 7   | 19 | 1  | 5 | 13 | 9  | 28 | -19 |